# Isabelle Blanc
Isabelle Blanc (Nîmes, 25 luglio 1975) è un'ex snowboarder francese.

## Palmarès

### Olimpiadi
- Oro a Salt Lake City 2002 nello slalom gigante parallelo.

### Mondiali
- Oro a Berchtesgaden 1999 nello slalom gigante parallelo.
- Oro a Kreischberg 2003 nello slalom parallelo.
- Argento a Berchtesgaden 1999 nello slalom parallelo.
- Argento a Madonna di Campiglio 2001 nello slalom gigante.
- Argento a Madonna di Campiglio 2001 nello slalom parallelo.